# Islas Pitiusas

Bandera de Ibiza

Bandera de Formentera

Las islas Pitiusas (Illes Pitiüses, en catalán) se sitúan en el mar Mediterráneo y constan de dos islas, Ibiza y Formentera, y numerosos islotes, como Espalmador, Espardell, etc. Políticamente, hasta 2007 formaron el Consejo Insular de Ibiza y Formentera, dentro de la comunidad autónoma de las Islas Baleares, en España.
Las islas Pitiusas junto con las islas Gimnesias (Mallorca, Menorca y Cabrera y algunos islotes cercanos como Dragonera, Conejera o la isla del Aire) forman el archipiélago de las Islas Baleares.
Las islas se caracterizan por la presencia de especies y subespecies de mamíferos y reptiles endémicos, normalmente de tamaño mayor que sus parientes en el continente europeo. La mayor parte de la fauna y de la flora autóctonas se encuentran amenazadas por la proliferación urbanística y la introducción de especies foráneas, especialmente en Ibiza.

## Etimología del nombre
En la antigüedad eran denominadas así por los griegos, diferenciándolas de las que llamaban Gimnesias, porque no tenían población indígena o talaiótica.
El nombre de «Pitiusas» (en griego, abundante reserva de pinos) ya fue comentado por Plinio el Viejo, al existir gran número de pinos que poblaban las dos islas (pitys es pino en griego). Al contrario que en la actualidad, los griegos y romanos diferenciaban claramente las Pitiusas del resto de las Baleares, que denominaban Gimnesias y en las que incluían únicamente a Mallorca y Menorca.
El sufijo -oussa es indicativo de los nombres impuestos por los griegos a las islas y en los territorios que acotaban las rutas mediterráneas desde el Adriático y el sur de Italia hasta el estrecho de Gibraltar, y la fijación de esta toponimia hay que datarla alrededor de los siglos VII-VI a. C. Así, Meloussa se ha atribuido a Menorca como melon, que en griego significa ganado y desde siempre esta isla ha disfrutado de la reputación de ser una tierra ganadera, Cromioussa en Mallorca por razones inciertas (presumiblemente «isla de las cebollas»), Ophioussa en Formentera por la abundancia de ofidios (serpientes), y Pitioussa en Ibiza porque, según el autor clásico Diodor, abundaban los pinos.

## Historia
La primera población de las Pitiusas es pretalaiótica, pero misteriosamente, no tiene continuidad en el tiempo con la época talaiótica, y posteriormente al 1300 a. C. las islas están despobladas. Los fenicios fueron los primeros en repoblarlas, en la segunda mitad del siglo VII a. C., y denominaron la colonia que fundaron en Ibiza colonia ebusitana (tomando el nombre de uno de los dos puertos que fundaron, Ebusus) y a las Gimnesias, Islas Baleares. Más tarde, la Administración provincial romana denominó insulae Pityusae el conjunto de estas dos islas, y Ophiusa o Colubria cuando se referían sólo a Formentera.
En la actualidad forman parte de las Islas Baleares, topónimo que ha acabado cogiendo todo el protagonismo. Hasta 2007 compartían el Consejo Insular de Ibiza y Formentera.

## Geografía
Las Pitiusas se encuentran rodeadas por multitud de islotes. Ibiza está rodeada, en el sentido de las agujas del reloj, por los islotes de Porroig, Vedranell, Vedrá, Sa Galera, Escull de Cala S’Hort, Espardell de Espartar (Fraile), Espartar (Esparto), Escull de S’Espartar, Esculls de Ses Punxes, Bosc (Bosque), Na Gorra, Es Vaixell, Na Bosc, Bleda Plana, Escull d’en Ramon, Escull Vermell, Escull de Tramontana, Conejera (Conillera), Farellons, Palleret, islote de Cala Salada, Ses Margalides, Entrepenyes, isla Murada, Benirràs, isla de En Calders, islote de Sa Mesquida (Characa), Punta Galera, Escull d’es Pas, Formigues, S’Escullet, Punta Grossa, Figueral, islote de S’Hort, Tagomago, isla de Es Canar, isla de Santa Eulalia, Redona, Llados, Negres, Rates, Malvins, Sal Rossa y Esponja.
Entre Ibiza y Formentera se encuentran las islas de Portes, Caragolé, Penjats (Ahorcados), Negres, Punta Rama, Illa d’en Poros, Torretes, Gastaví, Illa de S’Alga, Espalmador, Espardell y Espardelló.
Rodeando Formentera, y en el sentido de las agujas del reloj, se encuentran las islas de Forn, Redona, Es Pujols, Aigües Dolcas, y Sabina.

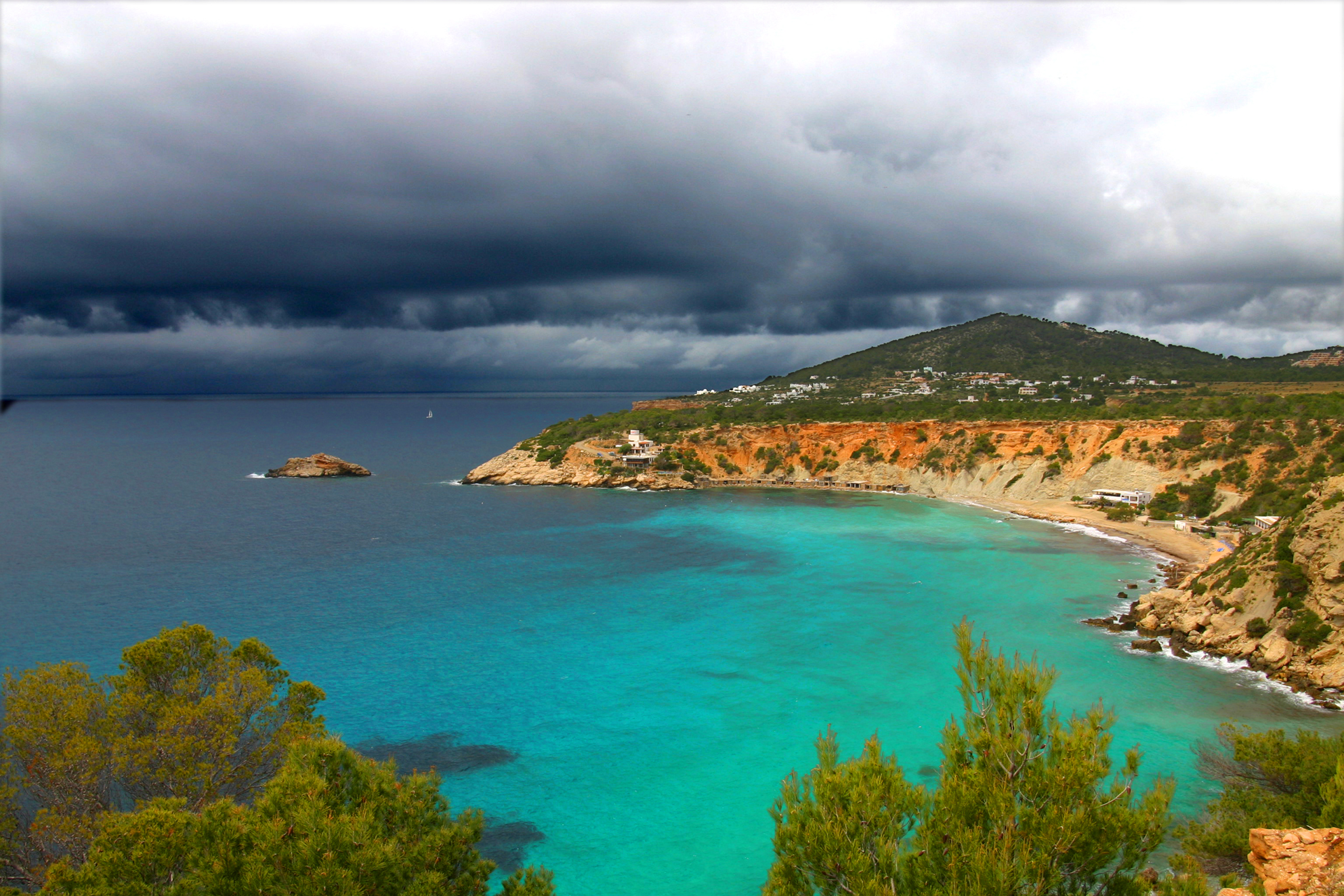
Playa de Ibiza
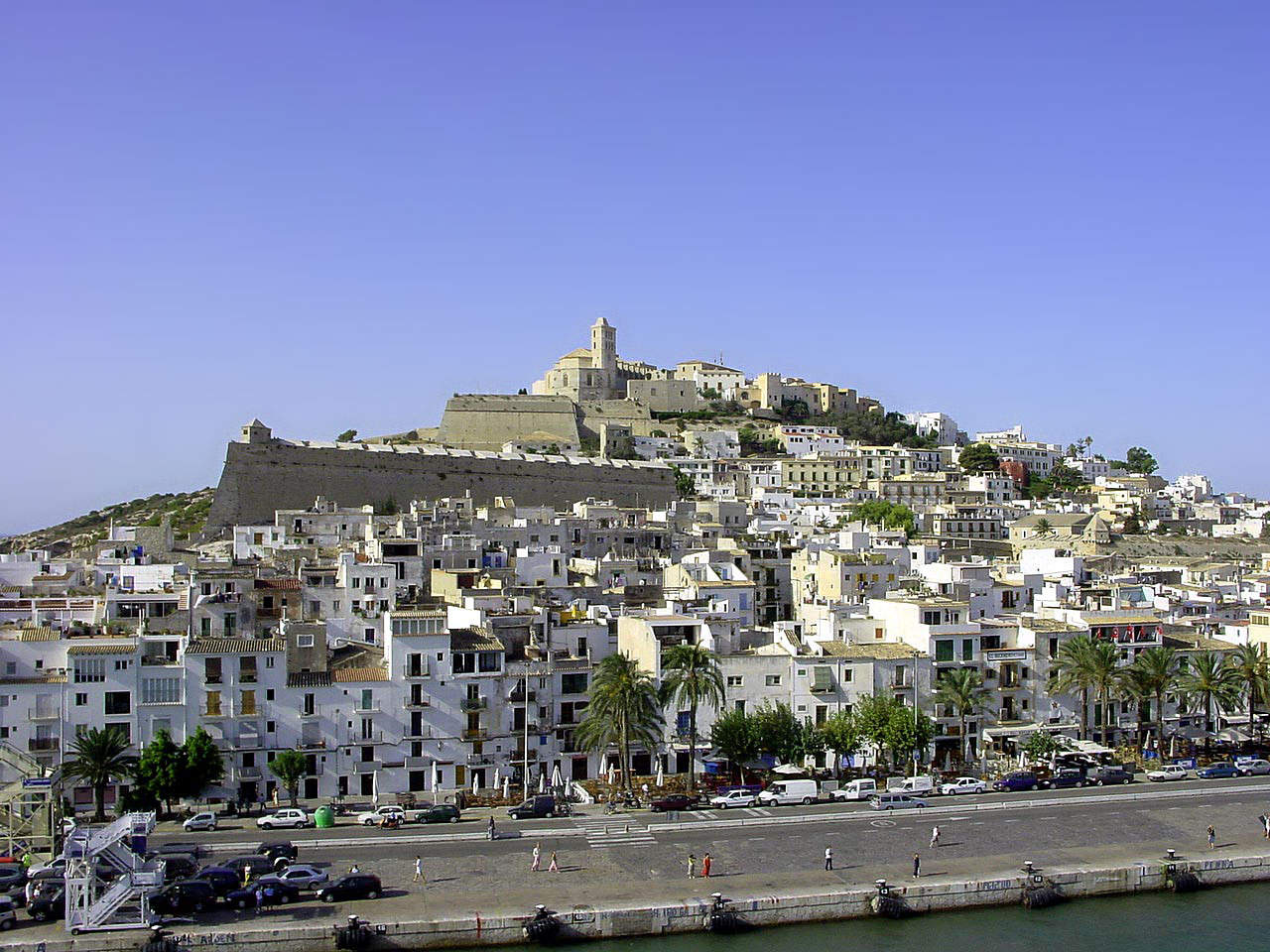
Ciudad de Ibiza
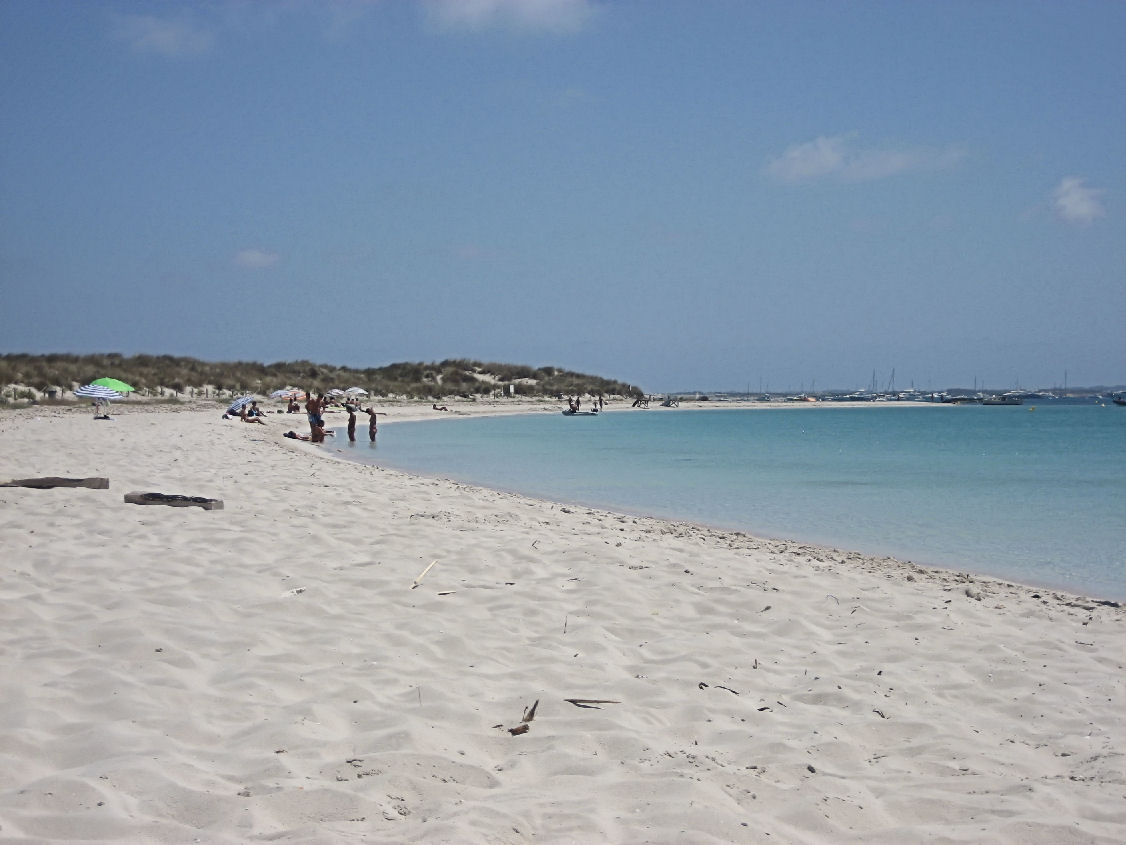
Playa de Formentera
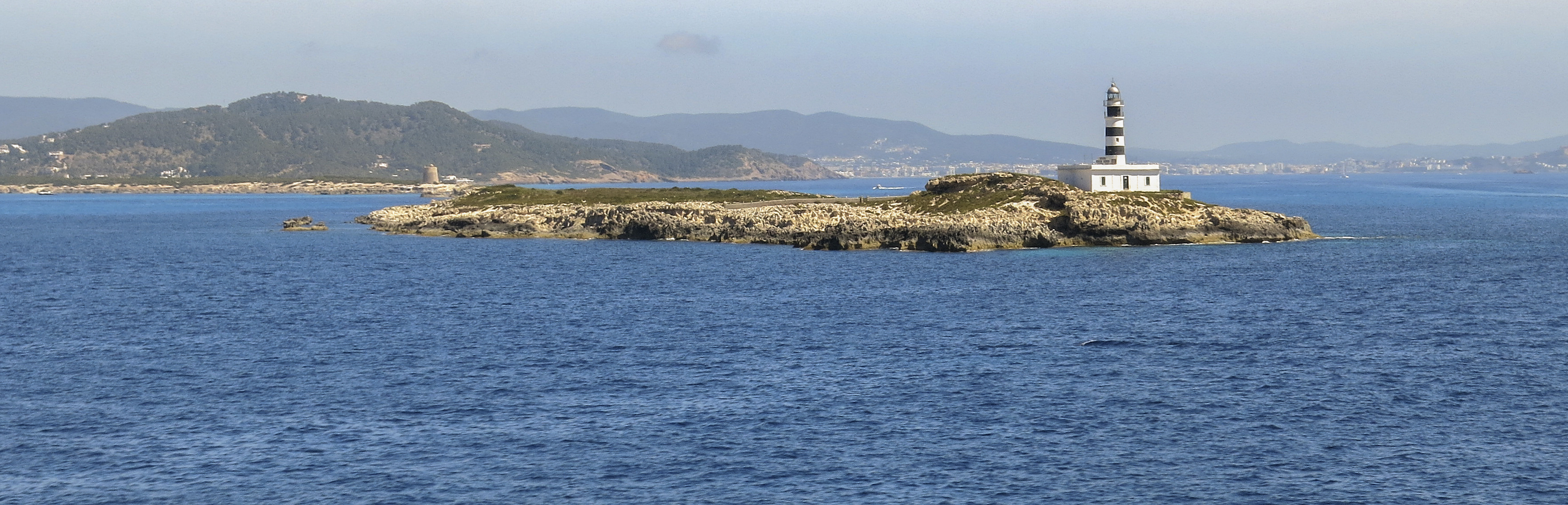
Isla de los Ahorcados

## Flora
Ubicadas en el archipiélago de las Baleares, las islas de Formentera e Ibiza se convierten en un paraje natural digno de admirar. Se las conoce como islas Pitiusas y su nombre se origina por la impresionante descripción que el historiador Plinio el Viejo da acerca de su vegetación, reconociéndolas así por la gran cantidad de pinos que las integran.
De esta manera, la flora de las islas Pitiusas se conforman en gran medida de especies endémicas, las cuales están legalmente protegidas para su conservación. Algunas de estas especies endémicas son: Delphinium pentagynum, con una espiga de flores azules; Juniperus phoenicea, una especie de conifera diminuta; Cephalaria, una flor blanca que crece entre rocas marítimas; y Silene hifacensis, una flor rosa que se ubica entre zonas costeras y encumbradas de las islas Pitiusas.

## Genética y el posible origen Iónico
Sobre la genética de los Ibicencos, M. Ramon Juanpere concluye que las Islas Pitiusas son una de las tres poblaciones genéticamente diferenciables en las Baleares, no encontrándose vínculos ni con la población catalana ni con la valenciana, de forma opuesta a lo que se observa con las poblaciones mallorquina y menorquina. Prácticamente tampoco se ve ninguna conexión entre las Islas Pitiusas y las regiones mediterráneas que las rodean, ni siquiera al Norte de África. Sólo unos pocos marcadores podían ser vinculados a poblaciones del Mediterráneo oriental pero no la mayoría. Así pues, Juanpere afirma que las Islas Pitiusas son una isla genética y no tan sólo geográfica.
Otros estudios, analizando el cromosoma Y, han descubierto que un significativo porcentaje de individuos autóctonos de Ibiza pertenecían a un linaje de un grupo humano extremadamente raro. Así, un 17% de los individuos analizados eran considerados pertenecientes al extremamente raro linaje T1en1-L162(xL208). Todos los participantes en el estudio trazaban los orígenes del abuelo paterno en Ibiza y todos ellos con apellidos típicos ibicencos como, por ejemplo, Ribas. Otros estudios han sido publicados en los últimos años.
En un primer momento genetistas como Spencer Wells, del Proyecto Genográfico, postulaban un origen fenicio de este linaje en Ibiza, basándose más en la historia conocida de Ibiza que en hechos genéticos más allá de la extrema rareza de este grupo humano y coincidencias fortuitas. No obstante, análisis más profundos de este linaje han descartado completamente esta teoría. El linaje paterno T1a1-L162(xL208) se ha podido localizar, exclusivamente, a tres lugares del mundo; Ibiza, Giresun y Cerdeña.
En Giresun, norte de Anatolia, se ha encontrado entre la población de origen griego unas trazas de su ascendencia en colonos procedentes de Sinop, el lugar de nacimiento del filósofo Diógenes. Sinop, por su parte, fue fundada por colonos iónicos procedentes de Mileto. Por otro lado, Cerdeña fue poblada también por colonos iónicos, provenientes de Focea.
Otro indicio a favor de un origen iónico de este linaje es el hecho de que el busto de Demeter encontrado en Ibiza, pensado erróneamente que pertenecía a la púnica Tanit, después de ser analizado ha resultado tener partículas negras de tierra volcánica originaria del Etna, por lo que se concluye que fue fabricado en Sicilia con arcilla roja típica de la Trinacria oriental. La Trinacria oriental también fue colonizada por los iónicos. Es aceptado que en Ibiza existió el culto a Demeter.[cita requerida]